# Arria minore
Arria minore (in latino Arria minor; fl. I secolo) è stata una nobile romana della gens Arria.

## Biografia
Arria era figlia del senatore Cecina Peto e di Arria maggiore. Tra i suoi congiunti si ricorda il poeta satirico Aulo Persio Flacco. Sposò il senatore di tendenze stoiche Trasea Peto e gli diede una figlia di nome Fannia, che verso il 55 andò sposa al politico e filosofo stoico Elvidio Prisco. Questi da un precedente matrimonio aveva già un figlio omonimo, che avrebbe preso in moglie una donna di nome Anteia.
Trasea Peto fu uno dei capi dell'opposizione contro l'imperatore Nerone. Inviso a questi, nel 66 fu processato e condannato a morte, con facoltà di scelta del metodo dell'esecuzione. Trasea si lasciò tagliare stoicamente le vene. Impose però ad Arria, che sull'esempio della madre intendeva togliersi la vita con lui, di recedere dal proposito nell'interesse della loro figlia. Arria si sottomise al suo desiderio.
Nel 75 Elvidio Prisco, già esiliato, fu giustiziato per ordine di Vespasiano. La vedova Fannia ne fece scrivere una biografia encomiastica e finì perciò a sua volta sotto accusa sotto l'imperatore Domiziano (93). Sebbene ella avesse negato che la madre fosse al corrente del progetto, ambo le donne furono mandate in esilio. Dopo l'assassinio di Domiziano (96), Arria e Fannia tornarono a Roma.
Su richiesta dell'amico Plinio il Giovane, esse sostennero poi Anteia in un processo per riabilitare la memoria del marito Elvidio Prisco il Giovane, ucciso per ordine di Domiziano. Gli sforzi di Plinio in tal senso però non ebbero successo.
L'anno di morte di Arria non si è tramandato.